# Kevin Huerter
Kevin Huerter (ur. 27 sierpnia 1998 w Albany) – amerykański koszykarz, występujący na pozycji rzucającego obrońcy, obecnie zawodnik Sacramento Kings.
W 2016 wystąpił w meczu gwiazd amerykańskich szkół średnich Jordan Classic Regional. Został też  wybrany najlepszym zawodnikiem szkół średnich stanu Nowy Jork (New York Gatorade Player of the Year, New York Mr. Basketball).
11 stycznia 2019 roku ustanowił swój punktowy rekord kariery w wygranym 123-121 meczu przeciwko Philadelphii 76ers. Zdobył 29 punktów trafiając 11 z 17 rzutów (w tym 5 z 8 za 3 punkty) oraz 2 z 2 rzutów osobistych. 6 lipca 2022 został zawodnikiem Sacramento Kings w wyniku wymiany.

## Osiągnięcia
Stan na 19 lutego 2023, na podstawie, o ile nie zaznaczono inaczej.
NCAA
- Uczestnik turnieju NCAA (2017)
- Zaliczony do:
  - I składu Big Ten All-Academic (2018)
  - składu honorable mention Big 10 (2018)

NBA
- Zaliczony do II składu debiutantów NBA (2019)[7]
- Uczestnik konkursu rzutów za 3 punkty (2023)[8]

Reprezentacja
- Mistrz Ameryki U-18 (2016)
- Brązowy medalista mistrzostw świata U–19 (2017)